# Kolvandring

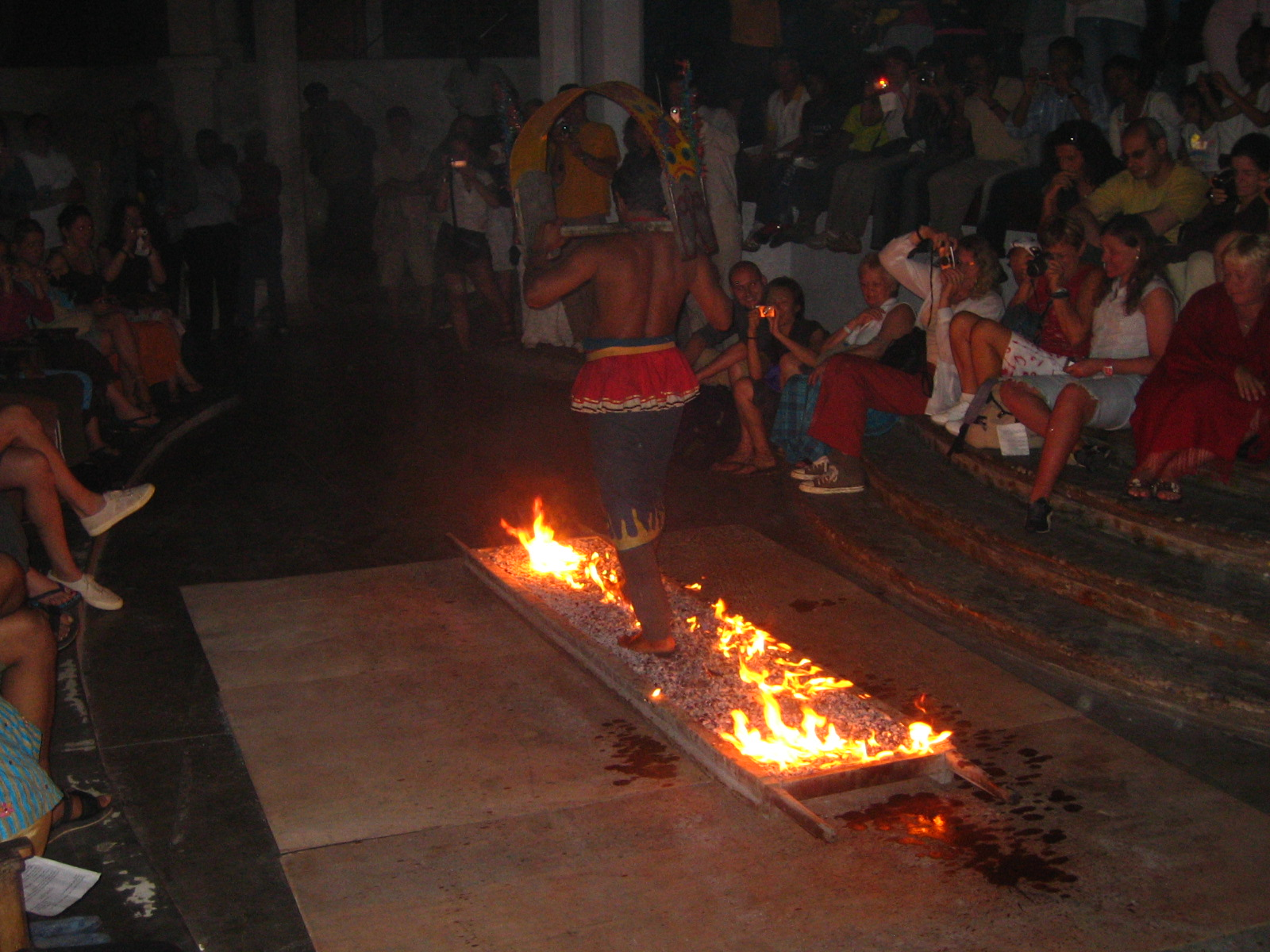
Kolvandring i Sri Lanka.

Kolvandring, att gå några steg på en bädd av glödande kol, är en rit som förekommit i många kulturer. 

## Kolvandringens fysik
Förutsättningen för att en person som går på glödande kol inte skall bränna sig är dock att kolen nått det rätta stadiet av förbränning, det vill säga då bitarna har ett tjockt ytskikt av aska. Asklagret på de glödande kolens yta har en mycket hög temperatur men samtidigt låg värmekapacitet och dålig värmeledningsförmåga. Fotsulan kyler ner kolens yta tillräckligt för att inte skadas vid en snabb och kort vandring. Om den som vandrar skulle befinna sig på kolen under en längre tid, eller under promenaden gå långsammare, skulle värmeöverföringen öka och så småningom leda till brännskador.